# Поротниковське сільське поселення
Поро́тниковське сільське поселення (рос. Поротниковское сельское поселение) — сільське поселення у складі Бакчарського району Томської області Росії.
Адміністративний центр — село Поротниково.
Населення сільського поселення становить 579 осіб (2019; 680 у 2010, 898 у 2002).

## Склад
До складу сільського поселення входять:
| Населений пункт      | Населення, осіб (2002) | Населення, осіб (2010) |
| -------------------- | ---------------------- | ---------------------- |
| Кузнецовка, присілок | 7                      | 0                      |
| Полинянка, присілок  | 166                    | 90                     |
| Поротниково, село    | 508                    | 413                    |
| Чумакаєвка, присілок | 217                    | 177                    |

Присілок Кузнецовка було ліквідоване 2014 року.